# Heimlich & Co.
Heimlich & Co. — проста за правилами настільна гра з елементами блефу, створена Вольфгангом Крамером. Гра вийшла німецькою мовою в 1984 році від Edition Perlhuhn, у 1986 році — від Ravensburger, а в 2001 році — у новому дизайні від Amigo. Гра також була видана іншими мовами, зокрема англійською, нідерландською та іспанською. Окрім нагород Der Goldene Pöppel 1985 і 1986 років та Spiel des Jahres 1986, вона отримала Schweizer Spielepreis 2002 у категорії сімейних ігор .
Гра вважається прообразом так званої Крамерівської шкали — шкали підрахунку очок, розташованої навколо ігрового поля, яка показує поточний рахунок усіх гравців. Цей елемент згодом використовувався в багатьох інших іграх.

## Компоненти
- 7 карток агентів
- 7 фігурок агентів
- 7 маркерів підрахунку очок
- 1 маркер сейфа
- 1 кубик
- Ігрове поле
- Правила гри

У перевиданні від Amigo додалися 26 карток подій, так звані Top-Secret Картки.

## Ігровий процес
Дія гри відбувається в селі з кількома будинками, де діють сім секретних агентів. Усі гравці можуть рухати будь-якого агента, розподіляючи очки, отримані від кидання кубика. На початку гри кожен гравець таємно отримує одного агента і намагається набрати для нього якомога більше очок. Очки нараховуються, коли будь-який агент досягає сейфа, який після цього переміщується в інше місце. Кожен агент отримує очки, що відповідають значенню будинку, в якому він перебуває. Однак, якщо агент перебуває в руїнах, він втрачає 3 очки. Перемагає гравець, чий маркер підрахунку очок першим перетне цільову позначку .
Особливість гри полягає в тому, що до кінця партії особи агентів залишаються невідомими, а деякі агенти є порожніми, тобто не належать жодному гравцеві. Гравцям потрібно уникати надто очевидних дій, щоб не видати свого агента, інакше суперники можуть саботувати його, перемістивши в руїни або перешкоджаючи набору очок.

## Варіанти
- У базовій версії передбачена варіація, де в середині гри гравці роблять припущення щодо ідентичності агентів. Правильні здогадки приносять додаткові очки, що може дозволити перемогти гравцеві, чий маркер не першим досяг цілі.
- У перевиданні від Amigo додані 26 карток подій, які дозволяють впливати на раунди підрахунку очок і надають додаткові можливості для блефу.

## Історія та сприйняття
Heimlich & Co. було розроблено Вольфгангом Крамером і вперше представлено як прототип на Геттінгенському з’їзді авторів ігор. У 1984 році гра вийшла у видавництві Edition Perlhuhn від Райнхольда Віттіга. Ця версія потрапила до списку номінантів Spiel des Jahres 1985 і посіла перше місце на Der Goldene Pöppel у 1985 та 1986 роках. У 1986 році гра вийшла у Ravensburger і отримала звання гри року Spiel des Jahres 1986. У 2002 році вона стала переможцем Schweizer Spielepreis у категорії сімейних ігор.

## Аудіоп’єси
У 1988 році видавництво Karussell випустило серію аудіоп’єс із шести епізодів. У цій серії троє дітей у вигаданому місті Небельбург полюють на злочинців. Серію, ймовірно, надихнув успіх аудіоп’єс за мотивами Scotland Yard, але вона була орієнтована на молодшу аудиторію і мала менший успіх. На початку 2013 року всі епізоди були перевидані у форматі mp3 компанією Highscore Music.
Список епізодів аудіоп’єси:
- Епізод 1: Таємничий сейф
- Епізод 2: Небезпечні фото
- Епізод 3: Чудо-машина
- Епізод 4: Сум’яття в Небельбурзі
- Епізод 5: Чари в руїнах
- Епізод 6: Заповіт старої леді